# Buď vítěz, nebo Homer
Buď vítěz, nebo Homer (v anglickém originále Go Big or Go Homer) je 2. díl 31. řady (celkem 664.) amerického animovaného seriálu Simpsonovi. Scénář napsal John Frink a díl režíroval Matthew Faughnan. V USA měl premiéru dne 6. října 2019 na stanici Fox Broadcasting Company a v Česku byl poprvé vysílán 14. července 2020 na stanici Prima Cool.

## Děj
Ve Springfieldské jaderné elektrárně připravují kolegové Lennymu narozeninovou oslavu s překvapením. Homer donese přání, do kterého se může podepsat každý, kdo finančně přispěje. Lenny má každou chvíli přijít, ale kolegové si ho spletou s panem Burnsem, který přijde do místnosti o chvilku dříve. Burns se podepíše obrovským podpisem přes celé přání, aniž by zaplatil. Když odchází z místnosti, potká se ve dveřích s Lennym a sám mu řekne „všechno nejlepší“, a pokazí tak překvapení. Všichni (včetně Lennyho) si párty užívají a jediný Homer neustále naštvaně zírá na Burnsův podpis. Homer se rozhodne, že chce spravedlnost, a zajde proto do kanceláře pana Burnse, kde od něj žádá příspěvek ve výši 5 dolarů za jeho podpis. Burns mu vyhoví. Když vyjde z kanceláře, zastaví ho Waylon Smithers a sdělí mu, že Burnsovy laskavosti zneužil, protože je pod vlivem léků, a přeřadí tak Homera na nejhorší práci v elektrárně, která spočívá v dohlížení na stážisty. Stážisté okamžitě zjistí, že Homer o tématu vůbec nic neví, a začnou se mu vysmívat. Zastane se ho však Mike Wegman, stážista, který Homera obdivuje. Mike Homerovi následně nabídne, zda se nechce stát jeho mentorem, a Homer jeho nabídku přijme.
Mike večer přijde k Simpsonovým na večeři. Když se Bart pokusí Homera před Mikem zesměšnit, Mike se naštve a urazí Barta tím, že ho nazve zrůdičkou a vysměje se jeho vzhledu. Bart se kvůli tomu rozbrečí a Marge Mika vyžene z domu. Další den se svěří Homerovi s nápadem na prodávání pizzy po kusech a „Mikovy kusy“ jdou představit panu Burnsovi, aby jej získali jako investora. Burns tento nápad nazve největší blbostí a střelí Mika starou brokovnicí. Homer se doma Mikovi přizná, že on není žádný hrdina, že všechny havárie jenom způsobil. Mike si půjčí peníze u Tlustého Tonyho ze springfieldské mafie s tím, že vše splatí poté, co vyhraje sázku na basketbal. Tu ale prohraje a mafie je začne pronásledovat a chtějí ho zastřelit. Mike ale navrhne, že si mohou otevřít pojízdnou sázkovou kancelář, a dluh by se jim tak postupně splatil, a tak se i stane. Nakonec Tlustý Tony Homera pochválí, že je excelentní mentor, a je šťastný.

## Přijetí
Při prvním vysílání sledovalo díl 5,63 milionu diváků.
Dennis Perkins, kritik The A.V. Clubu, dal dílu známku C+ a uvedl: „Premiéra 31. řady Simpsonových minulý týden nebyla skvělá, ale alespoň v ní hostoval John Mulaney, který to trochu oživil. Nenáročné kouzlo být součástí odkazu Simpsonových nadále přitahuje hosty v Buď vítěz, nebo Homer, druhém dílu řady, ačkoli stejně jako postava, kterou hraje, i dabér Michael Rapaport se unaví mnohem dříve.“.
Tony Sokol, kritik Den of Geek, ohodnotil tento díl 3,5 z 5 hvězdiček.
John Frink obdržel nominaci na Cenu Sdružení amerických scenáristů za vynikající scénář k animaci na 72. předávání Cen Sdružení amerických scenáristů za svůj scénář k tomuto dílu.